# Первая галерея
Первая галерея — первая частная галерея современного искусства в России. Существовала в Москве с 1989 по 1992 год.

## История
Первая галерея, первая частная художественная галерея в России, была создана в 1989 году Айдан Салаховой совместно с друзьями и однокурсниками по Суриковскому институту Александром Якутом и Евгением Миттой.

## Наиболее известные выставки
- 1992 — «Неликвиды». Юрий Аввакумов, Сергей Шутов.
- 1991 — «На дне». Гор Чахал.
- 1990 — «Гор Чахал». Гор Чахал.[2]
- 1989 — «Новые работы». Лариса Звездочётова.

## Цитаты
- «Мы все художники, учились на одном курсе в Суриковском институте, занимались живописью и понимали, что в существующей системе для художника не очень много шансов, чтобы развиваться, показывать свои работы или приобрести какое-то независимое положение. Меня особенно интересовала тема галереи актуального искусства, и я поделился своими соображениями с Айдан и Сашей. В какой-то момент мы решили, что имеет смысл сделать что-то такое, чего еще не было — открыть первую частную галерею в нашей стране. Несмотря на некоторые теоретические знания, мы, конечно, не могли предположить, во что это выльется эта затея, а когда её контуры стали проясняться, самой стойкой и целенаправленной оказалась Айдан — она включилась в процесс со всей энергией. Мы вместе продумывали стратегию, выбирали художников, делали экспозиции, но, безусловно, главная роль в развитии галереи принадлежит Айдан» — Евгений Митта, 2007.